# شیب ارتفاعی تنوع زیستی

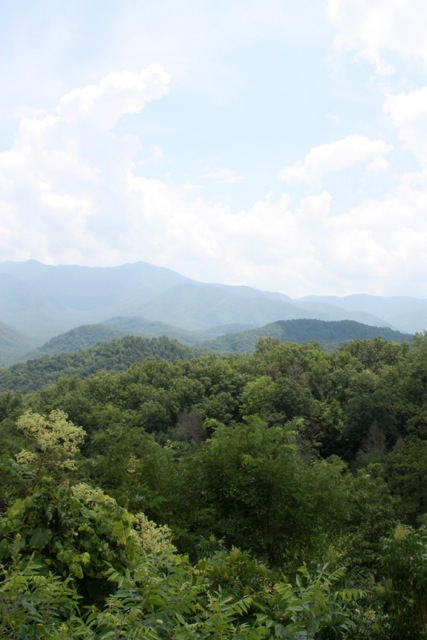
نمایی از مونت لکونت در پارک ملی کوهستان اسموکی بزرگ، تنسی

شیب ارتفاعی تنوع زیستی (به انگلیسی: Elevational diversity gradient)، یک الگوی بوم‌شناختی است که در آن تنوع زیستی با افزایش ارتفاع تغییر می‌کند. شیب ارتفاعی تنوع زیستی بیان می‌کند که غنای گونه‌ای با افزایش ارتفاع، تا یک نقطه خاص، افزایش می‌یابد، و در ارتفاع میانی «برآمدگی تنوع» ایجاد می‌کند. چندین فرضیه برای توضیح شیب ارتفاعی تنوع زیستی ارائه شده‌است که هیچ‌یک به‌طور دقیق پدیده را به‌طور کامل توصیف نمی‌کند.